# Красновка (Атюрьевский район)
Красновка — упразднённая деревня в Атюрьевском районе Мордовии. Входила в состав Атюрьевского сельского поселения. Упразднена после 2004 году.

## География
Располагалась на левом берегу реки Ляча, в 10 км к северо-западу от села Атюрьево.

## История
Основана в 1931 году переселенцами из села Атюрьево.

## Население
По данным переписи 2002 года в деревне проживало 5 человек, 100 % мордва-мокша.